# Obereopsis sikkimensis
Obereopsis sikkimensis là một loài bọ cánh cứng trong họ Cerambycidae.